# Monasterio de Nuestra Señora de Balamand
El Monasterio de Nuestra Señora de Balamand (en francés: Monastère Notre-Dame de Balamand; históricamente llamado Belmont, Bellimontis ultra Mare o Bellus-Mons), es un monasterio ortodoxo de Antioquía, fundado en 1157 en Balamand cerca de Trípoli, en el país asiático de Líbano.
Fue una antigua abadía cisterciense que data de la época de las Cruzadas. La abadía fue fundada en 1157, de acuerdo con los anales cistercienses. Pertenece al linaje de Morimond. La primera mención conocida de 1169, es en la crónica de la Tierra Santa en 1224. Esta fecha puede ser la fecha de la consagración de la iglesia. En la segunda mitad del siglo XIII los mamelucos conquistaron a la abadía cisterciense y los monjes se refugiaron en Chipre después de la caída de Acre en 1291.